# Mothocya katoi
Mothocya katoi là một loài chân đều trong họ Cymothoidae. Loài này được Nunomura miêu tả khoa học năm 1992.